# Fomento
Fomento é uma cidade de Cuba pertencente à província de Sancti Spíritus.